# Canton de Figeac-1
Le canton de Figeac-1 est une circonscription électorale française du département du Lot.

## Histoire
Un nouveau découpage territorial du Lot entre en vigueur à l'occasion des élections départementales de 2015. Il est défini par le décret du 13 février 2014, en application des lois du 17 mai 2013 (loi organique 2013-402 et loi 2013-403). Les conseillers départementaux sont, à compter de ces élections, élus au scrutin majoritaire binominal mixte. Les électeurs de chaque canton élisent au Conseil départemental, nouvelle appellation du Conseil général, deux membres de sexe différent, qui se présentent en binôme de candidats. Les conseillers départementaux sont élus pour 6 ans au scrutin binominal majoritaire à deux tours, l'accès au second tour nécessitant 12,5 % des inscrits au 1er tour. En outre la totalité des conseillers départementaux est renouvelée. Ce nouveau mode de scrutin nécessite un redécoupage des cantons dont le nombre est divisé par deux avec arrondi à l'unité impaire supérieure si ce nombre n'est pas entier impair, assorti de conditions de seuils minimaux. Dans le Lot, le nombre de cantons passe ainsi de 31 à 17.
Le canton de Figeac-1 est formé d'une fraction de Figeac et de communes des anciens cantons de Figeac-Ouest (8 communes) et de Livernon (3 communes). Il est entièrement inclus dans l'arrondissement de Figeac. Le bureau centralisateur est situé à Figeac.

## Représentation
| Période élective | Période élective | Mandat | Mandat   | Identité            | Nuance | Nuance | Qualité |
| ---------------- | ---------------- | ------ | -------- | ------------------- | ------ | ------ | --- |
| 2015             | 2021             | 2015   | 2021     | Marie-France Colomb |        | PS     | Fonctionnaire hospitalier 2ème adjointe au maire de Figeac |
| 2015             | 2021             | 2015   | 2021     | André Mellinger     |        | PS     | Chirurgien-dentiste Maire de Figeac (depuis 2014) Ancien conseiller général du Canton de Figeac-Ouest (1998-2015) 3e vice-président chargé du Développement des infrastructures et des usages numériques |
| 2021             | 2028             | 2021   | en cours | Marie-France Colomb |        | PS     | Fonctionnaire hospitalier 2ème adjointe au maire de Figeac |
| 2021             | 2028             | 2021   | en cours | André Mellinger     |        | PS     | Maire de Figeac, 4ème vice-président du conseil départemental |

### Résultats détaillés

#### Élections de mars 2015
À l'issue du 1er tour des élections départementales de 2015, deux binômes sont en ballottage : Marie-France Colomb et André Mellinger (PS, 37,88 %) et Magali Ferluc et Antoine Loredo (UDI, 22,47 %). Le taux de participation est de 58,62 % (4 496 votants sur 7 670 inscrits) contre 59,43 % au niveau départemental et 50,17 % au niveau national.
Au second tour, Marie-France Colomb et André Mellinger (PS) sont élus avec 58,43 % des suffrages exprimés et un taux de participation de 56,13 % (2 200 voix pour 4 305 votants et 7 670 inscrits).

#### Élections de juin 2021
Le premier tour des élections départementales de 2021 est marqué par un très faible taux de participation (33,26 % au niveau national). Dans le canton de Figeac-1, ce taux de participation est de 39,9 % (3 155 votants sur 7 907 inscrits) contre 43,85 % au niveau départemental. À l'issue de ce premier tour, deux binômes sont en ballottage : Marie-France Colomb et André Mellinger (PS, 55,84 %) et Christine Delestre et Philippe Landrein (Union au centre, 28,23 %).
Le second tour des élections est marqué une nouvelle fois par une abstention massive équivalente au premier tour. Les taux de participation sont de 34,36 % au niveau national, 45,92 % dans le département et 40,87 % dans le canton de Figeac-1. Marie-France Colomb et André Mellinger (PS) sont élus avec 67,88 % des suffrages exprimés (1 970 voix pour 3 232 votants et 7 908 inscrits),,.

## Composition
| Nom                            | Code Insee | Intercommunalité | Superficie (km2) | Population (dernière pop. légale)              | Densité (hab./km2) | Modifier                                    |
| ------------------------------ | ---------- | ---------------- | ---------------- | ---------------------------------------------- | ------------------ | ------------------------------------------- |
| Figeac (bureau centralisateur) | 46102      | CC Grand-Figeac  | 35,16            | Fraction : 5 526 (2022) Commune : 9 757 (2022) | 278                | modifier les données · modifier les données |
| Béduer                         | 46021      | CC Grand-Figeac  | 24,78            | 732 (2022)                                     | 30                 | modifier les données · modifier les données |
| Boussac                        | 46035      | CC Grand-Figeac  | 7,77             | 182 (2022)                                     | 23                 | modifier les données · modifier les données |
| Cambes                         | 46051      | CC Grand-Figeac  | 6,57             | 347 (2022)                                     | 53                 | modifier les données · modifier les données |
| Camboulit                      | 46052      | CC Grand-Figeac  | 5,19             | 254 (2022)                                     | 49                 | modifier les données · modifier les données |
| Camburat                       | 46053      | CC Grand-Figeac  | 8,03             | 445 (2022)                                     | 55                 | modifier les données · modifier les données |
| Corn                           | 46075      | CC Grand-Figeac  | 15,26            | 238 (2022)                                     | 16                 | modifier les données · modifier les données |
| Faycelles                      | 46100      | CC Grand-Figeac  | 14,08            | 722 (2022)                                     | 51                 | modifier les données · modifier les données |
| Fons                           | 46108      | CC Grand-Figeac  | 14,95            | 403 (2022)                                     | 27                 | modifier les données · modifier les données |
| Fourmagnac                     | 46111      | CC Grand-Figeac  | 3,78             | 176 (2022)                                     | 47                 | modifier les données · modifier les données |
| Lissac-et-Mouret               | 46175      | CC Grand-Figeac  | 15,55            | 943 (2022)                                     | 61                 | modifier les données · modifier les données |
| Planioles                      | 46221      | CC Grand-Figeac  | 5,85             | 549 (2022)                                     | 94                 | modifier les données · modifier les données |
| Canton de Figeac-1             | 4607       |                  |                  | 10 517 (2022)                                  |                    | modifier les données                        |

Le canton de Figeac-1 comprend :
1. onze communes entières,
2. la partie de la commune de Figeac située à l'ouest d'une ligne définie par l'axe des voies et limites suivantes : depuis la limite territoriale sud de la commune de Planioles au lieudit Bournazel, route départementale 19, avenue Julien-Bailly, rue de Colomb, place Champollion, place Carnot, rue Gambetta, cours du Célé, jusqu'à la limite territoriale de la commune de Béduer.

## Démographie
En 2022, le canton comptait 10 517 habitants, en évolution de +0,14 % par rapport à 2016 (Lot : +1,31 %, France hors Mayotte : +2,11 %).
| 2013   | 2018   | 2022   |
| ------ | ------ | ------ |
| 10 440 | 10 521 | 10 517 |